# Orquesta de Moranbong
Orquesta de Moranbong o Moranbong Band (Chosŏngul: 모란봉 악단, RR: Moranbong akdan), también conocida como la Orquesta de Colina de Moran, es una orquesta electrónica de Corea del Norte, compuesta íntegramente por mujeres, y realizó su primera actuación el 6 de julio de 2012.
En la primera actuación, la Orquesta de Moranbong mostró un escenario inédito en el que mujeres en tacones altos y minifaldas interpretaron el tema principal de la película 'Rocky' y 'My Way', y aparecieron personajes de dibujos animados estadounidenses como Mickey Mouse y Blancanieves.  Hay observaciones de que esto no podría haber sido posible porque Kim Jong-un, que había estudiado en el extranjero en Suiza, y la primera dama "sensorial" Ri Sul-ju, que era cantante de la Orquesta de Unhasu.

## Historia

### Antecedentes
Chung Chang-hyun, profesor adjunto de la Universidad Kookmin, analizó que la formación de la Orquesta teniendo la intención de tener éxito y desarrollar la política musical de la era de Kim Jong-un. En otras palabras, Wangjaesan Light Music Band (fundada en 1983, luego cambió a Wangjaesan Arts Troupe), donde la política musical de la era de Kim Jong-il tocaba la llamada música electrónica al estilo Coreano, la Pochonbo Electronic Ensamble (fundada en 1985) y la Orquesta de Unhasu (fundada en 2009). Si está representado por), se puede decir que la política musical de la era de Kim Jong-un muestra su espléndido comienzo con la Orquesta Moranbong de 2012.

### Desarrollo
El repertorio de la ejecución dividido en dos partes incluyó números coloridos tales como música ligera "Arirang", el quinteto vocal femenino "Vamos a Aprender", música ligera Yeppuni, música ligera y canción Victors, trío femenino Silk Weaving Girl of Nyongbyon, cuarteto de cuerda We Can not Live Without Care, música ligera extranjera Chardash, Song of Gypsy, sexteto femenino Fluttering Red Flag y música ligera y canción "Suite de canciones World Fable". El 7 de julio de 2012 la audiencia estaba compuesta por Choe Ryong-hae, Jang Song-thaek, Kim Yong-chi, Kim Kyong-chol y los funcionarios y miembros de la comisión; creadores, artistas, escritores y periodistas de las instituciones educativas literarias y artísticas. 
La Banda se presentó por primera el 27 o 28 de abril de 2015. El concierto marcó la última aparición pública del Ministro de las Fuerzas Armadas Populares Hyon Yong-chol. El líder de la banda Sonu Hyang-hui, también estuvo ausente de las filas de la banda a pesar de la actuación con piezas instrumentales altamente técnicas. Las canciones interpretadas eran no-políticas e influenciadas por la música popular occidental. Sin embargo, la banda también lanzó una nueva canción directamente en alabanza de Kim Jong-un: "Vamos al Monte Peaktu" (Chosŏn'gŭl: 가리라 백두산 으로). 
Desde el 15 de julio hasta el 7 de septiembre de 2015, la banda no fue vista en público ni en televisión provocando rumores de que se había disuelto o "desaparecido" siendo reemplazadas por la Banda de Chongbong. Sin embargo, el 7 de septiembre la banda se presentó frente a una delegación estatal de Cuba junto con el Coro del Estado en Pionyang, incluyendo la popular canción norteña "Pyongyang Is Best" y "Guantanamera" para su audiencia cubana.
En diciembre de 2015 Kim Jong-un envió la banda a actuar en una serie de espectáculos en Pekín para mejorar las relaciones entre China y Corea del Norte. Estas habrían las primeras actuaciones de la banda fuera de Corea del Norte. Sin embargo, la banda dejó Pekín en un vuelo programado a Pyongyang sólo unas pocas horas antes de que su actuación fuera programada. La agencia de noticias china Xinhua dijo que todas las actuaciones de la banda habían sido canceladas debido a "problemas de comunicación a nivel de trabajo".

## Presentaciones
La orquesta de Moranbong ha dado a conocer canciones en alabanza de Kim Jong-un, muchas de las cuales cuentan con Songun, o lo militar primero, con temas de letras y videos musicales.
El Rodong Sinmun imprimió la notación completa de tales canciones en su primera página como una señal para la gente de servicio del ejército popular coreano para memorizar las melodías y las líricas.

## Recepción
La banda es muy popular en Corea del Norte y los visitantes del país han informado que han vistos personas bailando sus canciones en las calles y las tiendas de cierre durante las actuaciones de televisión.
Un crítico dijo: "Las chicas de Moranbong no son lo que esperarías de un régimen totalitario pasado de moda donde el gris es el nuevo gris. Sus faldas son cortas, el cabello está a la moda, la música es bailable. Podría pasar como una entrada de Eurovisión de Azerbaiyán".
Otro crítico dijo: "Sin embargo, debemos tener cuidado de no ver a estos talentosos artistas vestidos con trajes llamativos como nuevos arquetipos de la Nueva Mujer Moderna en la RPDC. Según la teorización de Nicola Dibben sobre la representación femenina en la música popular, "ser irremediablemente ingenuo al declarar que tales tácticas son exclusivamente empoderadores en su influencia". Más bien, la división de género de la actuación en su conjunto, desde el escenario hasta el espacio de la audiencia, debe examinarse en busca de contexto.
Un tercer comentarista dijo: "Si hay que creer en la propaganda estatal, la primera actuación de Moranbong Band también tenía como objetivo estimular la producción en el sector textil, un nodo importante al que Kim Jong Un y su compañera habían visitado el día antes del estreno del conjunto. en Pyongyang". "Considere la línea de joyas en las cantantes de Moranbong..."
Otro comentarista dijo: "Si existe un candidato que podría representar el borde de una posible invasión del NK-pop, seguramente es la Moranbong Band, que debutó en un concierto de Kim Jong-un en julio de 2012, no por casualidad, el mismo mes de que fue lanzado "Gangnam Style" de Psy".

## Miembros[12]
La orquesta de Moranbong es completamente femenina. A diferencia de las bandas femeninas surcoreanas, los miembros de la banda de Moranbong tocan sus propios instrumentos. Debido a la educación musical norcoreana que aspira a la precisión y exactitud, sus habilidades de juego se describen como "muy realizado y apretado". 
El gran número de miembros les ha permitido jugar una variedad de estilos diferentes de música, así como algunos arreglos técnicamente difíciles. Los cambios en la alineación no han cambiado el estilo musical de la banda, lo que sugiere que los miembros son intercambiados debido a su capacidad técnica en lugar de aportación artística. Los miembros de la banda tienen altos rangos en el ejército con la excepción del debut, han aparecido en público en uniformes y con insignias. La banda de hecho es una "orquesta militar" en lugar de una "banda pop". Después del debut, la extravagancia de la ropa y de la joyería se atenuó y los peinados acortados.
 Instrumentistas 
- Seon-u Hyang-hui (선우 향희) - primer violín y líder de la banda
- Hong Su-kyeong (홍수경) - Segundo violín
- Cha Young-mi (차영미) - Tercer violín
- Yoo Eun-jeong (유은정) - Violonchelo
- Ri Hui-kyeong (리 희경) - Sintetizador
- Kim Yong-mi (김영미) - Sintetizador
- Choi Jeong-im (최정임) - Saxofón
- Kim Jong-mi (김정미) - Piano
- Han Sun-jong (한순정) - Batería
- Kang Ryeong-hui (강령 희) - Guitarrista
- Jon Hye-ryon (전 혜련) - Bajo

 Cantantes 
- Kim Yoo-kyeong (김유경)
- Kim Seol-mi (김설미)
- Ryu Jin-a (류진 아)
- Pak Mi-kyeong (박미경)
- Jung Su-hyang (정수 향)
- Pak Seon-hyang (박선향)
- Ra Yu-mi (라 유미)
- Ri Su-kyong (리 수경)
- Ri Myeong-hui (리 명희)
- Kim Hyon-sim (김효심)
- Jo Guk-hyang (조국향)

En 2017, Hyon Song-wol (현송 월), la líder de la banda, fue nombrada miembro del Comité Central del Partido de los Trabajadores. En 2018, dirigió un equipo de cuatro personas que visitó Corea del Sur para discutir los arreglos para los Juegos Olímpicos de Invierno.